# Моисеев, Александр Сергеевич (топ-менеджер)
Александр Сергеевич Моисеев (род. 28 апреля 1980, Москва) — российский топ-менеджер и автогонщик. Генеральный директор Rutube с февраля 2022 года. Заместитель генерального директора «Газпром-Медиа Холдинг» с ноября 2021 года. Топ-менеджер «Лаборатории Касперского» с 2006 по 2021 год.

## Биография
Родился 28 апреля 1980 года в Москве. В 2002 году окончил факультет вычислительной математики и кибернетики Московского государственного университета имени М. В. Ломоносова.
С 2001 по 2006 год работал в различных телекоммуникационных компаниях.
В 2006 году Моисеев стал менеджером «Лаборатории Касперского» по развитию бизнеса в Италии и Израиле. В 2008 году был назначен управляющим директором в Италии и странах Средиземноморья. В 2013 году стал управляющим директором в Европе, в 2016 году — директором по продажам на мировом рынке, а в 2018 году — коммерческим директором, отвечая за продажи и маркетинг на глобальном уровне.
В июле 2021 года стал советником генерального директора «Газпром-Медиа Холдинга», а затем в ноябре был назначен на должность заместителя генерального директора холдинга. На новом посту его задачами стали построение структуры управления цифровыми активами, ускорение цифровой трансформации холдинга и развитие его цифрового направления в целом.
В конце февраля 2022 года Моисеев был назначен генеральным директором Rutube. С его приходом, сервис начал активное развитие, и уже в марте количество просмотров контента на платформе увеличилось на 70 %. Также большое внимание стало уделяться развитию приложения для Smart TV.

## Спортивная карьера
С 2009 года Моисеев профессионально занимается автоспортом, специализируется в гонках на выносливость и гонках на спортивных автомобилях. Выступал на таких соревнованиях, как Ferrari Challenge Europe (2011, 2012, 2014), Blancpain Endurance Series (2015), 6 Hours of Rome (2016), International GT Open (2016, 2017, 2020, 2021), Italian GT Championship (2019, 2020).
Около 10 лет жил в Италии. Выступал за команды Motor Piacenza, AF Corse, Spirit of Race, AKM Motorsport и другие.
Наивысшими личными достижениями в его спортивной карьере являются бронзовая медаль в Ferrari Challenge Europe 2011, серебряная медаль в 6 Hours of Rome 2016 и серебряная медаль в International GT Open 2020.

### Статистика
| Сезон | Серия                                             | Команда                    | Старты | Победы | Поулы | БК  | Подиумы | Очки | Место |
| ----- | ------------------------------------------------- | -------------------------- | ------ | ------ | ----- | --- | ------- | ---- | ----- |
| 2011  | Ferrari Challenge Europe — Trofeo Pirelli F430    | Motor Piacenza             | н/д    | н/д    | н/д   | н/д | н/д     | 95   | 3     |
| 2012  | Ferrari Challenge Europe — Coppa Shell            | Motor Piacenza             | 12     | 0      | 0     | 0   | 0       | 36   | 12    |
| 2014  | Ferrari Challenge World Final — Trofeo Pirelli Am | Motor Piacenza             | 1      | 0      | 0     | 0   | 0       | 0    | н/д   |
| 2014  | Ferrari Challenge Europe — Trofeo Pirelli Am      | Motor Piacenza             | 10     | 0      | 0     | 0   | 1       | 29   | 12    |
| 2015  | Blancpain Endurance Series — GT3 AM Cup           | AF Corse                   | 4      | 0      | 0     | 0   | 0       | 20   | 14    |
| 2016  | 6 Hours of Rome — Overall                         | Spirit of Race             | 1      | 0      | 0     | 0   | 1       | 0    | 2     |
| 2016  | International GT Open — GT3 PROAM                 | AF Corse                   | 6      | 0      | 0     | 0   | 1       | 15   | 15    |
| 2017  | International GT Open — GTAM                      | Spirit of Race / Kaspersky | 8      | 5      | 0     | 0   | 7       | 32   | 4     |
| 2019  | Italian GT Championship — Endurance — GT3 Pro-Am  | Antonelli Motorsport       | 4      | 0      | 0     | 2   | 0       | 1    | н/д   |
| 2020  | Italian GT Endurance Championship — GT3           | AKM Motorsport             | 1      | 0      | 0     | 0   | 0       | 0    | н/д   |
| 2020  | International GT Open — AM                        | AKM Motorsport             | 8      | 2      | 0     | 1   | 7       | 53   | 2     |
| 2021  | International GT Open — Pro-Am                    | AKM Motorsport             | 4      | 0      | 0     | 1   | 2       | 15   | 11    |

## Личная жизнь
Женат. Воспитывает 6 детей.